# HMCS Calgary (335)
HMCS Calgary (335) je kanadská fregata, která byla uvedena do služby v roce 1995. Je to šestá ze dvanácti jednotek třídy Halifax.

## Stavba
Kýl lodi byl roku 1991 založen v bývalé kanadské loděnici MIL-Davie Shipbuilding, ve které byly postaveny ještě další dvě fregaty třídy Halifax. Roku 1992 byla loď spuštěna na vodu a dne 12. května 1995 byla Calgary uvedena do služby.

## Výzbroj

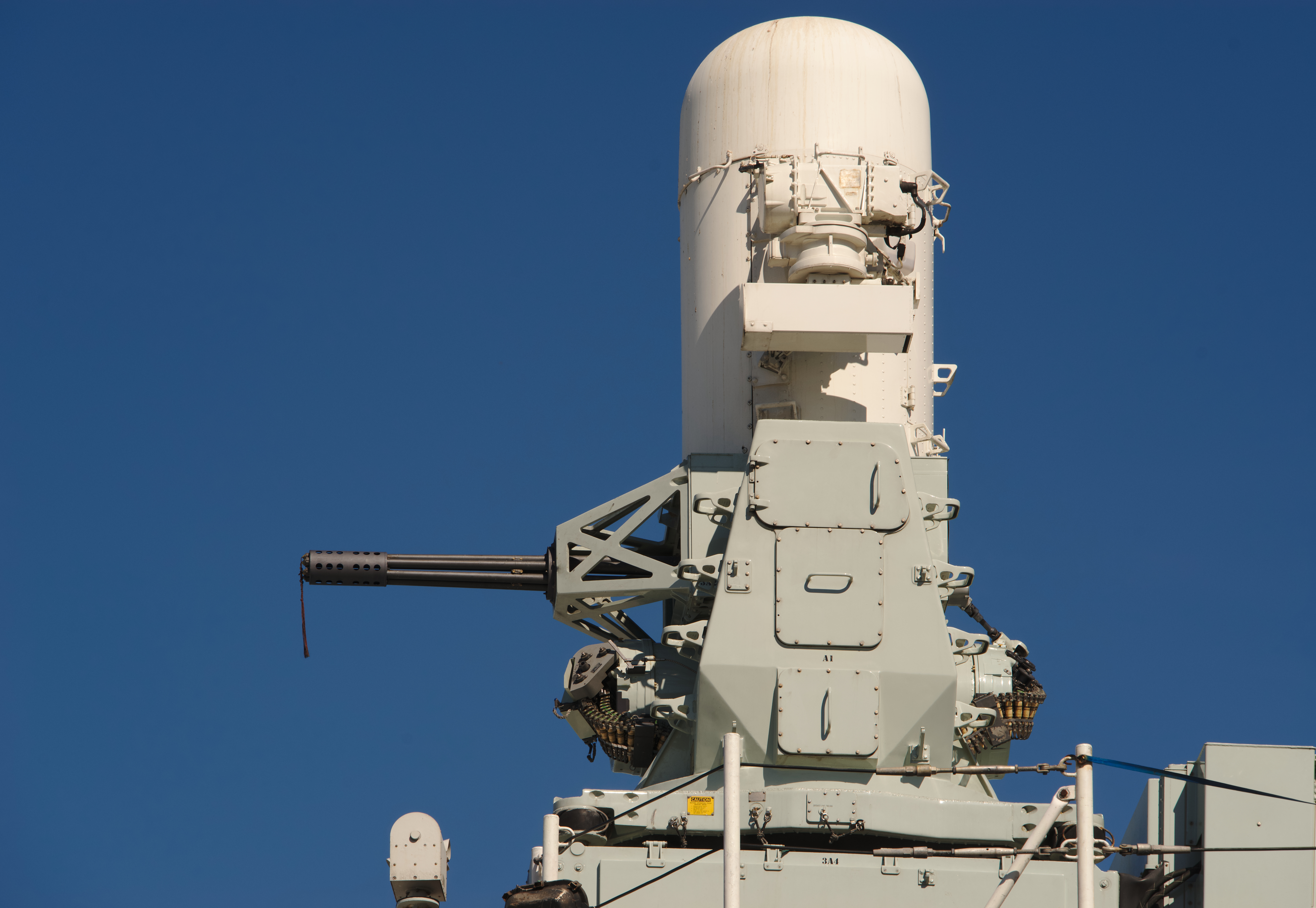
Systém blízké obrany Phalanx na Calgary

Protilodní a protiponorkovou obranu tvoří jeden 57mm lodní kanón Bofors L/70, dva čtyřnásobné raketomety Mk 141 pro osm protilodních raket RGM-84 Harpoon, dva trojhlavňové torpédomety Mk 32 pro torpéda Mk 46 a šest 12,7mm kulometů M2HB. Obranu proti letadlům a protilodním střelám obstarává jeden 20mm hlavňový systém blízké obrany Phalanx a dvě osminásobná vertikální vypouštěcí zařízení Mk 48 Mod 0 pro šestnáct protiletadlových řízených střel moře-vzduch RIM-162C ESSM. Na přistávací ploše může přistát jeden vrtulník CH-148 Cyclone.